# Урик (село)
У́рик — село в Иркутском районе Иркутской области. Административный центр Уриковского муниципального образования.
Одно из старейших сёл области, основанное в 1673 году. Включено в список исторических населенных мест России по Иркутской области.

## География
Находится на правом берегу реки Куды, при впадении в неё речки Урик, в 18 км к северу от Иркутска по восточной стороне Александровского тракта, областной автодороги 25Н-012 Иркутск — Бохан — Игжей.

## История
В 1673 году здесь отвели землю первым жителям Уриковской слободы — переселенцам из европейской части России для несения десятинной пашни в пользу Иркутского острога. Название села Урик производят от бурятского «уураг», что означает «молоко только что отелившейся коровы» («молозиво» русск.). Возникновение названия связывают со скотоводческим бытом бурят, населявших Кудинскую долину. Однако, эта версия очень сомнительна. Более вероятно происхождение этого названия от усечённого эвенкийского урикит, что означает «стойбище». Урик славится тем, что именно в этом селе жена С. Г. Волконского, М. Н. Раевская, на дому организовала школу для крестьянских девочек, где обучала их азам грамоты, рисованию и вышиванию. Со времён декабристов здесь функционируют учреждения образования. В 1873 году при сельской церкви была построена церковно-приходская школа. Кроме С. Г. Волконского, в Урике жили и другие сосланные в Сибирь декабристы: Н. А. Панов, М. С. Лунин, Александр и Никита Муравьёвы.

## Население
В связи с ростом недалеко расположенного села Хомутово, которое последние годы значительно увеличивается за счет жителей Иркутска, Урик фактически стал составной частью Хомутовской агломерации (общее население на 01.01.2016 г. — 19344 чел.). 
| 2002 | 2010  | 2011  | 2012  |
| ---- | ----- | ----- | ----- |
| 1574 | ↗2079 | ↗2093 | ↗2184 |

## Инфрастркутура
В селе есть средняя общеобразовательная школа, социальный приют «Сибирячок», участковая больница, Дом культуры, агрофирма им. Франца Ивановича Голзицкого, торговый центр «Мираж», отделение связи и кондитерский цех.

## Достопримечательности

### Спасская церковь
Спасская церковь — православный храм, один из памятников русской архитектуры XVIII века в селе Урик. Церковь была возведена в 1771—1779 годах под наблюдением крестьянина Афанасия Козыкина, выбранного из прихожан.
Храм возвели «о двух партаментах»: внизу располагалась тёплая (зимняя) церковь, а вверху — холодная (летняя). В целом, сооружение близко иркутской Харлампиевской церкви: тот же вытянутый вдоль оси четырёхчастный объём, тот же свод четверика с четырёхлопастными люкарнами, над которыми поднимается световой восьмигранный барабан. Спасская церковь стоит на возвышении при впадении речки Урик в Куду.
Спасская церковь — памятник градостроительства и архитектуры.
 Объект культурного наследия народов РФ регионального значения. Рег. № 381711283610005 (ЕГРОКН)
- Спасская церковь
- Алтарь
- Вход
- Северный фасад
- Южный фасад

### Погост
В ограде церкви — могила декабриста Н. М. Муравьёва.